# Bufonocarodes sabalanicus
Bufonocarodes sabalanicus är en insektsart som beskrevs av Marius Descamps 1967. Bufonocarodes sabalanicus ingår i släktet Bufonocarodes och familjen Pamphagidae. Inga underarter finns listade i Catalogue of Life.